# سیارک ۶۵۴۲
سیارک ۶۵۴۲ (به انگلیسی: 6542 Jacquescousteau، نامگذاری:1985CH1) شش هزار و پانصد و چهل و دومین سیارک کشف شده‌است که در ۱۵ فوریه ۱۹۸۵ کشف شد.
قدر مطلق سیارک برابر ۱۳٫۸۰ است.